# Annweiler am Trifels
Annweiler am Trifels település Németországban, Rajna-vidék-Pfalz tartományban. Lakosainak száma 7249 fő (2023. december 31.).

## Népesség
A település népességének változása:
| Lakosok száma | 7114 | 7081 | 7099 | 7254 | 7249 |
|               | 2017 | 2019 | 2021 | 2022 | 2023 |